# Middlebury, Connecticut
Middlebury är en kommun (town) i New Haven County i Connecticut, med cirka 6 451 invånare (2000).